# Isaac Viñales
Isaac Viñales (Llançà, 6 de novembro de 1993) é um motociclista espanhol, atualmente compete na Moto2 pela BE-A-VIP SAG Team.
Ele é primo do antigo Campeão do Mundo de Moto3 e atual piloto de MotoGP, Maverick Viñales, e já competiu no Campeonato Espanhol de 125GP e na série espanhola de Moto2.

## Carreira
Isaac Viñales fez sua estreia na 125cc em 2010. 